# Giuseppe Reverberi
Giuseppe Reverberi (Cannara, 1901 – Roma, 1988) è stato un presbitero, biologo e zoologo italiano.

## Vita
Dopo aver frequentato il seminario a Roma ed essere stato ordinato sacerdote nel 1924, si dedicò agli studi di Biologia presso la Facoltà di Scienze naturali della Sapienza - Università di Roma, e ottenne la libera docenza nel 1933. Divenne professore di Biologia generale alla Pontificia Università Lateranense, dove ebbe fra i suoi allievi Cornelio Fabro, e poi alla Stazione zoologica Anton Dohrn di Napoli. Diventò professore universitario di zoologia all'Università degli Studi di Palermo nel 1948, e si prodigò a ricostruire l'Istituto di Zoologia gravemente danneggiato durante la II guerra mondiale.

## Opere
Affermato autore nel campo delle ricerche sull'embriologia sperimentale. Dimostrò in particolare che la determinazione dei territori osservabili nelle uova fecondate delle Ascidie, viene sempre preceduta nell'uovo vergine da una condizione di totipotenza. Altri importanti studi sulla determinazione del sesso nei crostacei isopodi parassiti.
Tra le sue opere giova ricordare una Introduzione alla embriologia sperimentale, oltre alla supervisione della raccolta collettanea di Experimential embryology of marine and freshwater invertebrates.

### Monografie
- Giuseppe Reverberi, Introduzione al problema del differenziamento cellulare, Palermo: Luxograph, 1978
- Giuseppe Reverberi (ed) Experimental embryology of marine and fresh-water invertebrates, with an introduction by Brachet, Amsterdam; London, 1971
- Giuseppe Reverberi, Introduzione all'embriologia sperimentale, Milano: Feltrinelli, 1967
- Giuseppe Reverberi, La distribuzione delle potenze nel germe di ascidie allo stadio di otto blastomeri, analizzata mediante le combinazioni e i trapianti di blastomeri, Napoli: Ed. Della Stazione Zoologica di Napoli, 1947
- Giuseppe Reverberi, Ricerche sperimentali sulla struttura dell'uovo fecondato delle ascidie, Roma: Tip. Cuggiani, 1937
- Giuseppe Reverberi, Atlante di biologia, a cura di A. Minganti, Roma: Società editrice Universo, 1962
- Giuseppe Reverberi, La trascrizione dell'informazione genetica, Roma: Accademia Naz. dei Lincei (collana Problemi attuali di scienza e di cultura), 1975.
- N. Beccar, U. D'Ancona, G. Reverberi ed E. Padoa, I problemi biologici della sessualità, Roma: Accademia Naz. dei Lincei, 1950

## Letteratura critica
- Voce "Giuseppe Reverberi" in AA.VV., Biografie e bibliografie degli Accademici Lincei, Roma, Acc. dei Lincei, 1976, pp. 553–555.

## Riconoscimenti
- Fu socio dell'Accademia Nazionale dei Lincei.
- Gli è stato intitolato il Museo di zoologia di Palermo.